# Ganna
Pour les articles homonymes, voir Filippo Ganna, Luigi Ganna et Lac di Ganna.
Ganna est un village et une commune du comitat de Veszprém en Hongrie.